# Beneden-Haastrecht
Beneden-Haastrecht is een buurtschap in de gemeente Krimpenerwaard, in de Nederlandse provincie Zuid-Holland. 
Beneden-Haastrecht bestaat uit lintbebouwing langs de Hollandsche IJssel ter hoogte van de Steinsesluis. De buurtschap ligt direct aan de zuidoostelijke grens van zowel de stad als gemeente Gouda, en in de polder Beneden-Haastrecht, direct ten westen van Haastrecht.
De N228 doorsnijdt de buurtschap in zijn lengte.
Beneden-Haastrecht ligt op ongeveer 1,5 meter onder NAP.

## Geschiedenis
Tot en met 31 december 2014 was Beneden-Haastrecht onderdeel van de gemeente Vlist. Op 1 januari 2015 ging de plaats samen met de gemeente op in de fusiegemeente Krimpenerwaard.
Hoofdplaats: Stolwijk    
Steden: Haastrecht · Schoonhoven

Dorpen: Ammerstol · Bergambacht · Berkenwoude · Gouderak · Krimpen aan de Lek · Lekkerkerk · Ouderkerk aan den IJssel · Vlist · Willige Langerak

Buurtschappen: Achterbroek · 't Beijersche · Beneden-Haastrecht · Benedenheul · Benedenberg · Benedenkerk · Bilwijk · Bonrepas · Bergstoep · Bovenberg · Boven-Haastrecht · Bovenstad/Steenplaats · Goudseweg · De Hem · Hoogedijk · IJssellaan · Kadijk · Koolwijk · Lageweg · Opperduit · Oudeland · Rozendaal · Schoonouwen · Schuwacht · Stein · Tussenlanen · 't Zwaantje · Zuidbroek

Zuid-Holland: Steden en dorpen    Nederland: Provincies · Gemeenten